# Odon de Pins
Eudes de Pin, detto anche Odon de Pins e Odo de Pins (Francia, ... – Palestina, 1296), fu Gran Maestro dell'ordine degli Ospitalieri di San Giovanni di Gerusalemme dal 1294 al 1296.
Assiduo sostenitore di Jean de Villiers, fu tra i cavalieri che lo accompagnarono a Cipro quando l'ordine, sempre più pressato dalla presenza islamica, vi si trasferì dalla Terra santa.